# François-Gabriel-Ursin Blanchard de La Musse
Pour les autres membres de la famille, voir Famille Blanchard de la Musse.
François-Gabriel-Ursin Blanchard, marquis de La Musse, seigneur de Chantenay, est un magistrat et homme de lettres français né le 16 décembre 1752 à Nantes et mort le 18 mars 1837 à Rennes.

## Biographie
Descendant du maire de Nantes Jean Blanchard, François-Gabriel-Ursin Blanchard de La Musse est le fils de François Blanchard, chevalier de La Musse, et de Marguerite Vacher. Il est le neveu de Jean-Baptiste Blanchard, marquis du Bois de La Musse, seigneur de Chantenay et de Saint-Herblain, président à mortier au parlement de Bretagne, époux de Françoise Thérèse de Bruc.
Il épouse Marie-Anne Chotard de La Loirie, fille de Jean-Baptiste Chotard, seigneur La Loirie, conseiller-maître en la Chambre des comptes de Bretagne, et de Marie-Françoise Trochon.
Il est conseiller au parlement de Bretagne jusqu'à la Révolution. Il devient juge d'instruction et se consacre ensuite à la poésie et à l'histoire.
Membre de la société polymathique du Morbihan, il est à l'origine du placement d'un certain nombre de faits de la légende arthurienne en forêt de Paimpont dès 1824, en particulier du Val sans retour.
Ses recherches dans la région de Montfort-sur-Meu donnent lieu à un article en 1824, qui place pour la première fois le Val sans retour en forêt de Paimpont.
Il est l'un des fondateurs de la Société académique de Nantes, qu'il préside de 1809 à 1811.

## Œuvres
- I.re [-III.e] lettre sur Le Mans et sur ses environs. A M. Ursin,... (1819)
- De l'Influence des arts sur le bonheur et sur la civilisation des hommes (1801)
- Ode sur la reprise de la guerre civile dans les départemens insurgés, lue à l'Institut départemental de la Loire Inférieure (1799)
- Aperçu de la ville de Montfort-sur-le-Meu, vulgairement appelée Montfort-la-Cane, Le Lycée Armoricain, volume quatrième, 1824
- Sur Montfort, Le Lycée Armoricain, vol. 8e, 1826.

## Pour approfondir